# 青所站
青所站（：／ Cheongso yeok */?）是位于韩国忠清南道保宁市青所面的一个车站，属于长项线。

## 历史
- 1929年12月1日 - 落成使用，车站名称是真竹站。
- 1988年12月1日 - 车站改为现名。

## 相鄰車站
韩国铁道公社
长项线
元竹－青所－周浦